# Transformers: Dark of the Moon (gra komputerowa)
Transformers: Dark of the Moon – gra komputerowa nawiązująca do filmu Transformers 3 oraz gry wieloosobowej Transformers: War for Cybertron. W grze można ujrzeć ostateczną walkę pomiędzy Optimusem Prime’em a Megatronem oraz nowym wrogiem Optimusa – Shockwave’em. Ponadto w grze występują sceny odkrycia bazy na księżycu. Jest kontynuacją gry Transformers: Revenge of the Fallen – The Game.